# 川島皇子
川島皇子（657年—691年10月6日，即生於齊明天皇3年，卒於持統天皇5年9月9日），又名河島皇子，日本飛鳥時代皇族，天智天皇第2皇子，春原朝臣之祖。母親是忍海造小龍之女色夫古娘，同母姊妹大江皇女、泉皇女，妻子是天武天皇之女泊瀨部皇女。《懷風藻》形容川島皇子其人品性溫厚。
天武天皇8年，天武天皇行幸吉野之際，當時鵜野讚良皇后（後來的持統天皇）也列席其中，他們與草壁皇子、大津皇子、高市皇子、忍壁皇子、志貴皇子和川島皇子立下吉野盟約。681年（天武天皇10年）3月起川島皇子與忍壁皇子一同編纂《帝紀》。685年（天武天皇14年）正月獲授予「淨大參」之位。686年（朱鳥元年）向朝廷告發好友大津皇子謀反，結果大津皇子被賜死。
691年（持統天皇5年）9月去世，葬於越智野。